# Границя (Болгарія)
Грани́ця (болг. Граница) — село в Кюстендильській області Болгарії. Входить до складу общини Кюстендил.

## Населення
За даними перепису населення 2011 року у селі проживали 567 осіб, з них 559 осіб (99,8%) — болгари.
Розподіл населення за віком у 2011 році:
Динаміка населення: